# Abbazia di Fontenay
L'Abbazia di Fontenay è un'antica abbazia cistercense situata nel comune di Marmagne, vicino a Montbard, nel dipartimento della Côte-d'Or in Francia. Fu fondata da San Bernardo di Clairvaux nel 1118, consacrata nel 1147 e costruita in stile romanico. È una delle abbazie cistercensi più antiche e complete d'Europa, ed è diventata patrimonio mondiale dell'UNESCO nel 1981. Del complesso originale comprendente chiesa, dormitorio, chiostro, sala capitolare, calidarium, refettorio, colombaia e fucina, rimangono tutti intatti tranne il refettorio e sono ben tenuti. L'Abbazia di Fontenay, insieme ad altre abbazie cistercensi, costituisce un anello di congiunzione tra l'architettura romanica e quella gotica.

## Storia

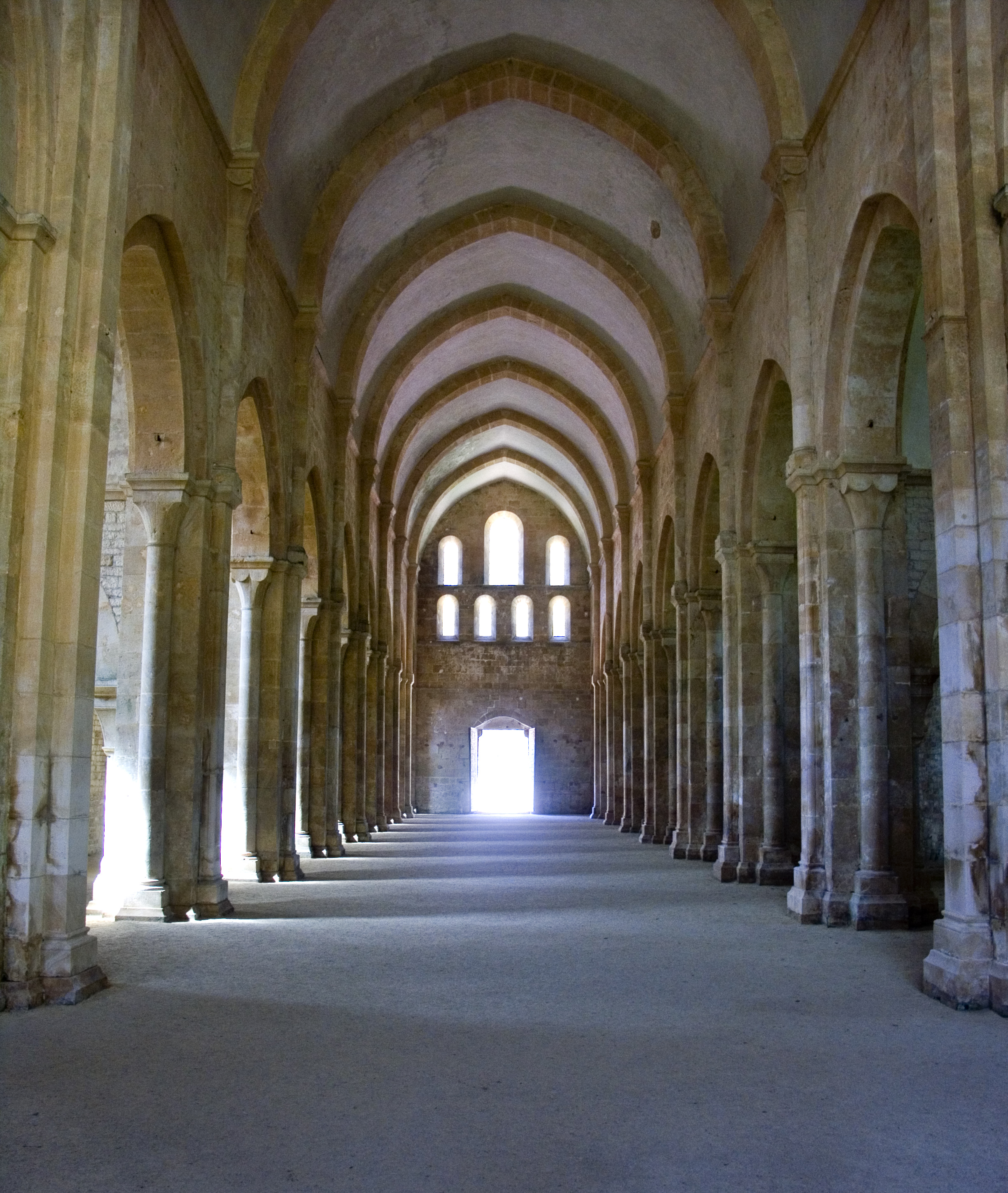
L'interno della chiesa abbaziale.

L'edificio venne fondato nel 1118 da Bernardo di Chiaravalle, pochissimi anni dopo che egli era uscito dall'abbazia di Cîteaux per fondare l'abbazia primigenia di Clairvaux, della quale Fontenay fu una filiazione diretta. Situata in una piccola e boscosa valle a 60 chilometri a nordovest di Digione, l'abbazia di Fontenay raggiunse un alto stato di prosperità nel corso del XII e del XIII secolo. Essa godette della protezione dei re di Francia, ma nonostante questo venne saccheggiata durante la guerra dei cent'anni e durante le cosiddette guerre di religione del XVI secolo.
Più tardi la sua fortuna declinò, fino a che nel 1745 il refettorio venne abbattuto da parte dei monaci. Durante la Rivoluzione francese l'abbazia venne chiusa, per poi divenire una cartiera fino al 1902, posseduta per la maggior parte di questo periodo dalla famiglia Montgolfier.
Nel 1905 l'abbazia venne acquistata e successivamente restaurata da Édouard Aynard. Tranne che per il refettorio, demolito nel corso del XVIII secolo, essa mantiene gran parte del suo aspetto originario, tra cui la chiesa, il dormitorio, il chiostro e la sala capitolare, tutti costruiti in stile romanico; più tardi vennero aggiunti la sala dell'abate e un'infermeria. L'abbazia di Fontenay è una delle più antiche abbazie cistercensi d'Europa, oltre ad essere una delle meglio conservate; per questa ragione nel 1981 è stata inserita nell'elenco dei patrimoni dell'umanità dell'UNESCO.
La chiesa dell'abbazia venne costruita fra il 1139 e il 1147, anno in cui venne consacrata da papa Eugenio III. Essa ha una pianta a croce latina, costituita da una navata centrale lunga 66 metri e larga 8 e due navate laterali e da un transetto lungo 19 metri. Il chiostro è lungo 36 metri e largo 38. La sala capitolare ha un soffitto a volta, con grossi costoloni. Il grande dormitorio ha un soffitto del XV secolo costruito in legno di castagno.

## Architettura
Tutte le chiese cistercensi hanno lo stesso modello e sono estremamente simili tra loro; per esempio, l'abbazia di Graiguenamanagh costruita in Irlanda nel 1204 ha una pianta molto simile a quella dell'Abbazia di Fontenay. Lo spirito dell'architettura cistercense è semplice, conservatore, utilitaristico e autosufficiente. L'Abbazia di Fontenay è un tipico monastero cistercense costruito su queste caratteristiche fondamentali. 
I monasteri cistercensi tra cui l'Abbazia di Fontenay sono identificati come una propaggine dell'arte romanica e una germinazione dell'arte gotica. Le chiese dei monasteri sono costituite da importanti caratteristiche dell'architettura romanica, tra cui pianta simmetrica, qualità massiccia, muri spessi, pilastri robusti, volte a crociera, archi a tutto sesto e alta navata centrale. D'altra parte, le architetture gotiche che si evolvono dalle architetture romaniche furono promosse dai cistercensi e influenzate dai monasteri cistercensi.

### Edifici
L'Abbazia è stata costruita principalmente utilizzando pietre provenienti da aree locali. La chiesa dell'abbazia è di tipica architettura cistercense, costruita in stile romanico. È a croce latina, con una navata lunga 66 metri e larga 8 metri, due navate laterali e un transetto di 19 metri. Contrariamente alle chiese precedenti, la chiesa dell'abbazia ha un'abside appiattita e due cappelle rettangolari (anziché semicircolari) su ciascun lato del transetto. Il chiostro misura 36 metri per 38. La sala capitolare è a volta, con pesanti costole. C'è un grande dormitorio che è stato rifatto nel XV secolo con un tetto a volta in legno di castagno.
Fatta eccezione per il refettorio demolito, l'abbazia conserva quasi tutti i suoi edifici originali: chiesa, dormitorio, chiostro, sala capitolare, calidarium o "stanza del riscaldamento", colombaia e fucina, tutti costruiti in stile romanico. Gli alloggi e l'infermeria dell'abate furono costruiti in un secondo momento. Oggi gli edifici dell'abbazia sono inseriti in moderni e curati parterre di prato e ghiaia.
La chiesa e il chiostro, centro della vita dei monaci, furono costruiti in spazi logicamente distribuiti. In previsione della futura espansione del monastero, invece di creare una struttura chiusa, la chiesa e il chiostro furono creati paralleli o perpendicolari tra loro con estremità aperte. In questo modo, durante l'ampliamento, il chiostro e la chiesa esistenti non sarebbero stati influenzati.

## Galleria d'immagini

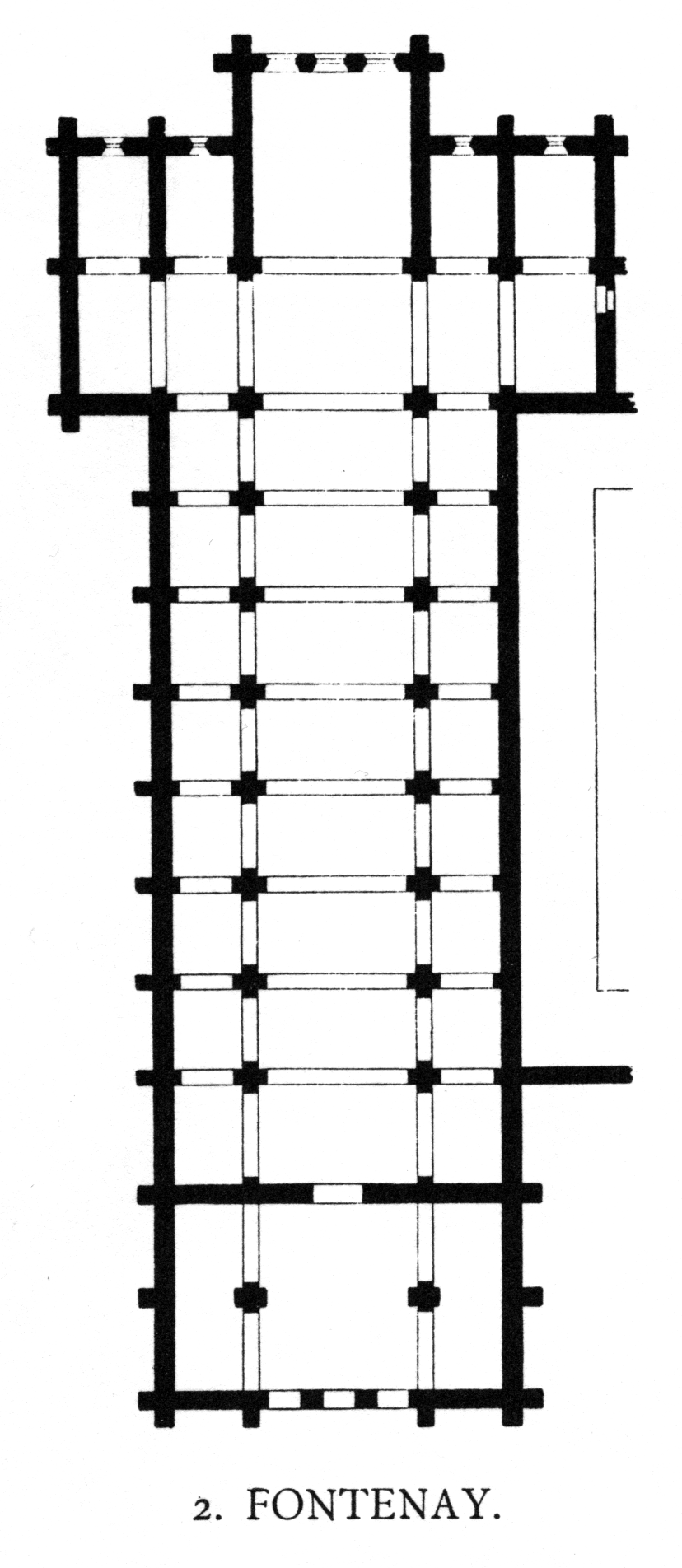
La pianta della chiesa
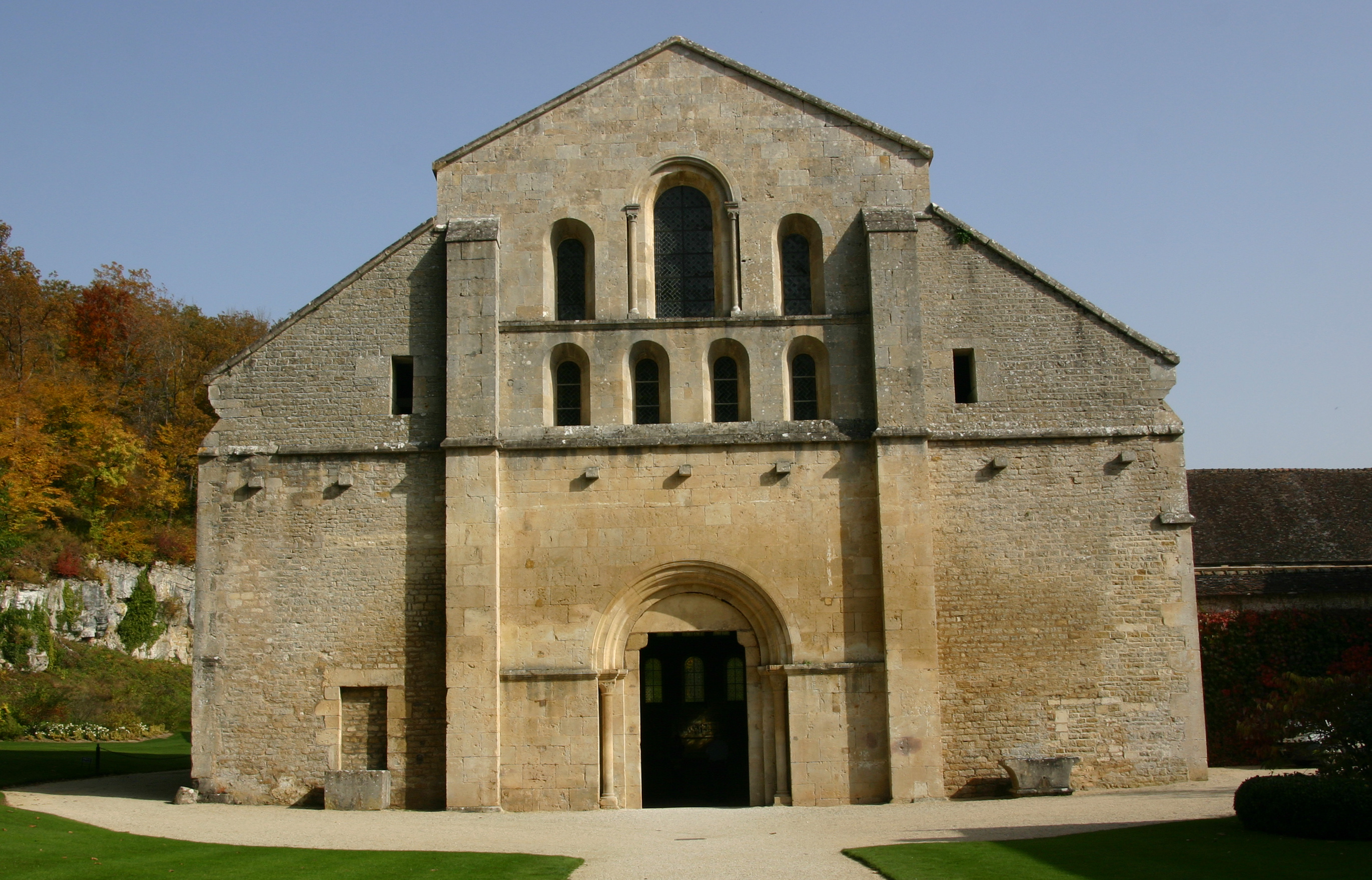
La facciata della chiesa
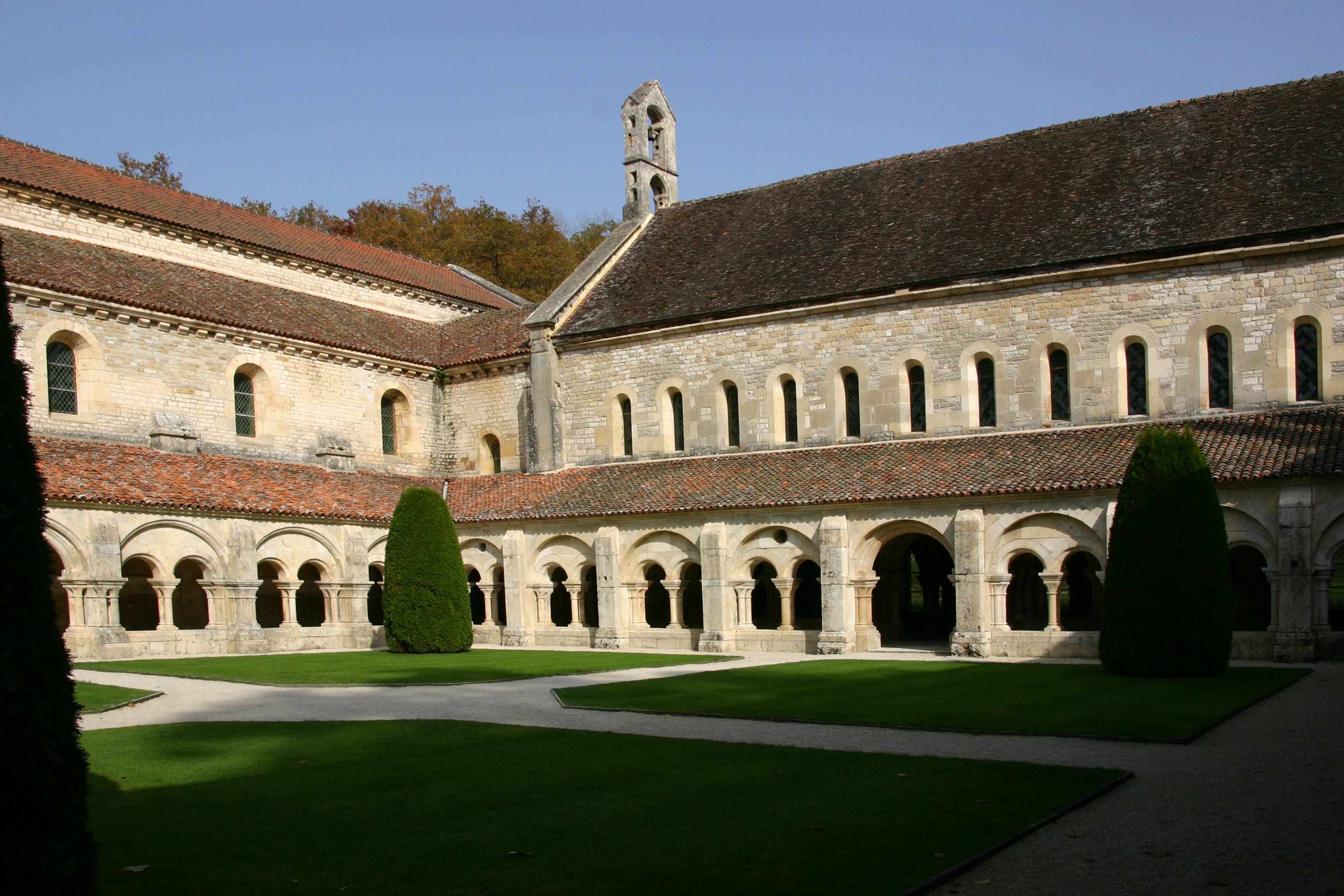
Il chiostro
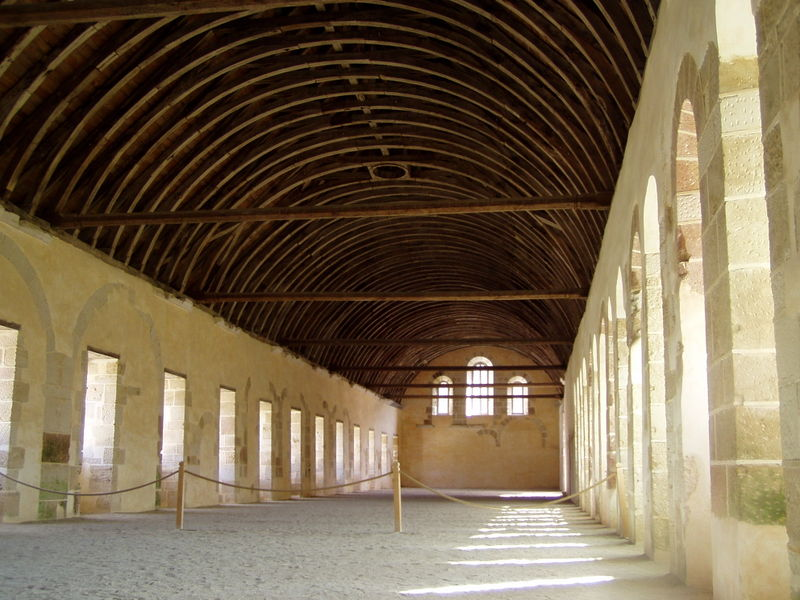
Il dormitorio (interno)
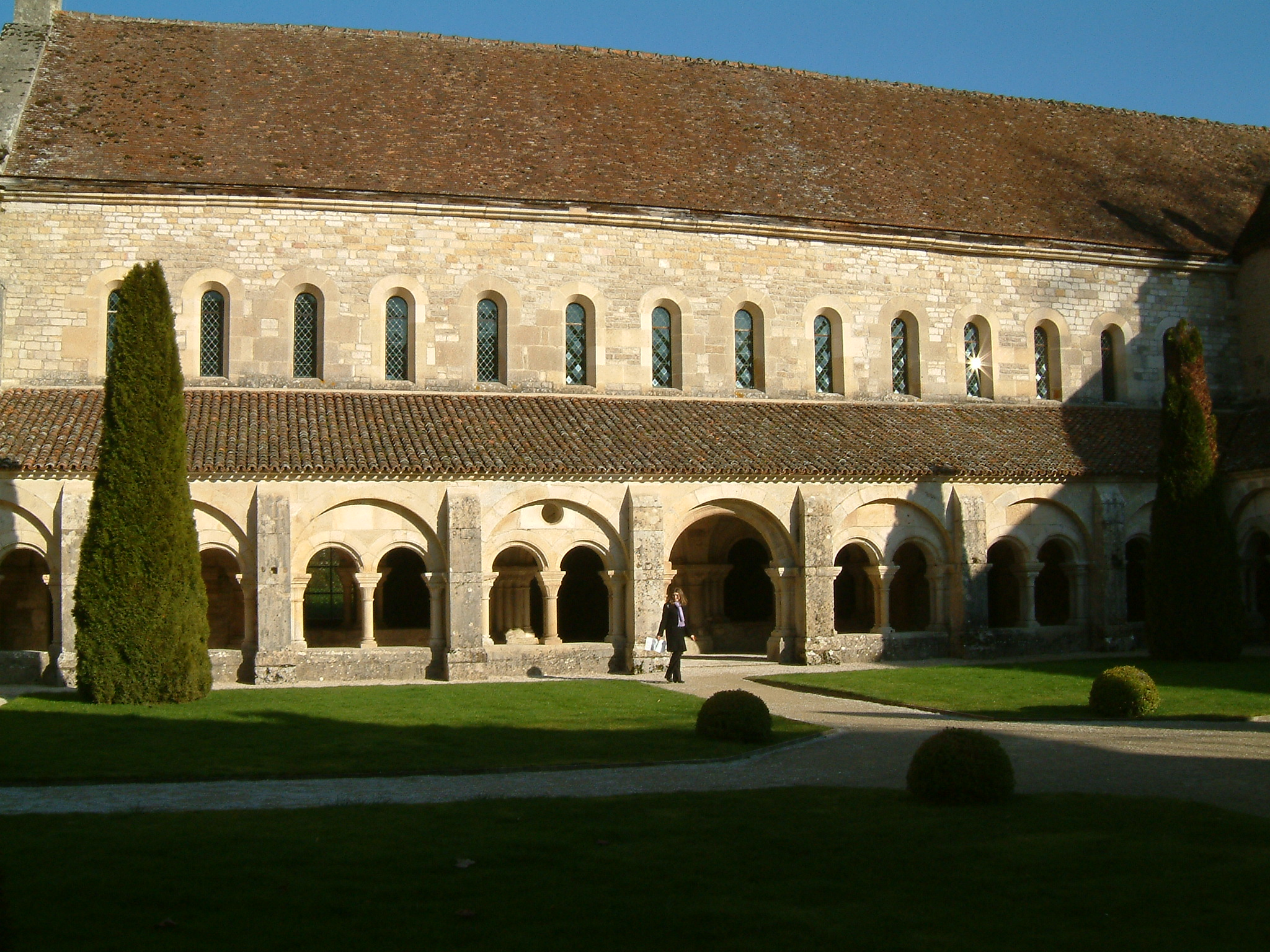
Il dormitorio (esterno)
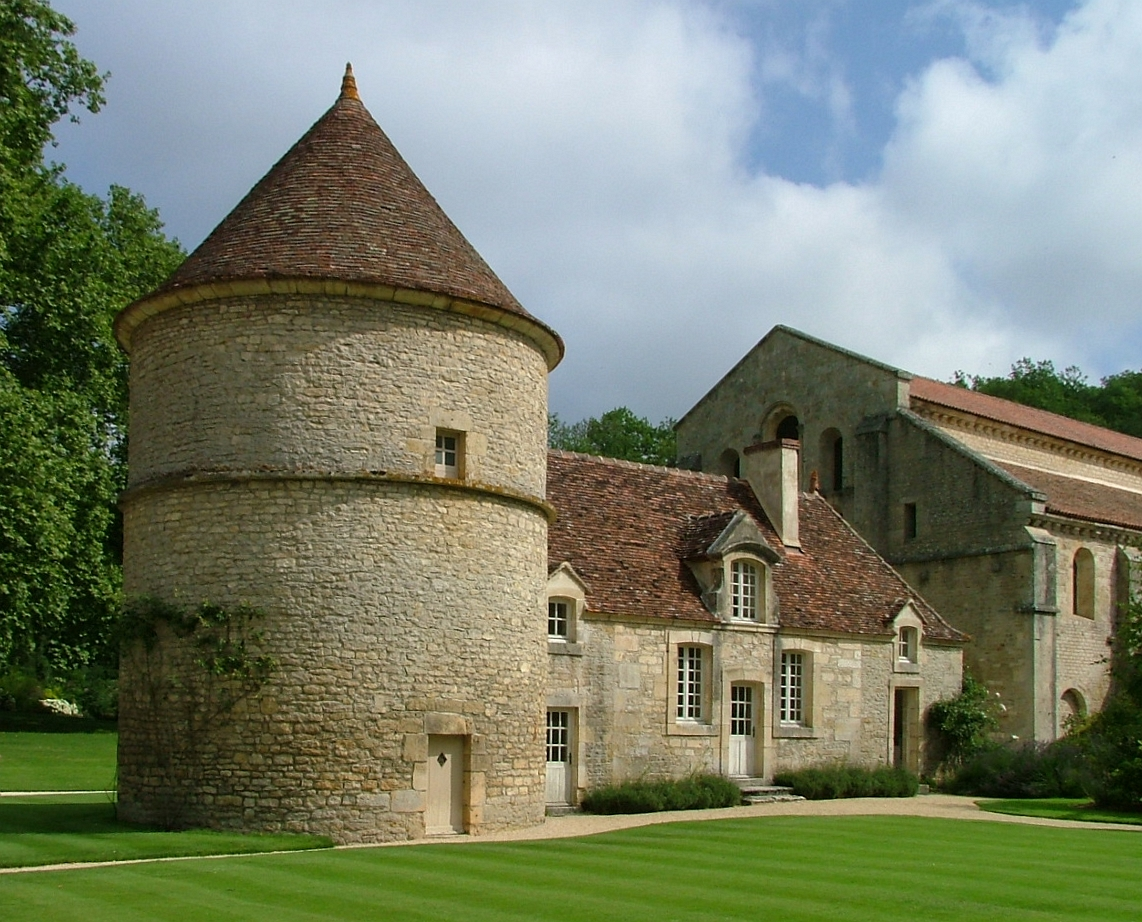
La piccionaia dell'abbazia
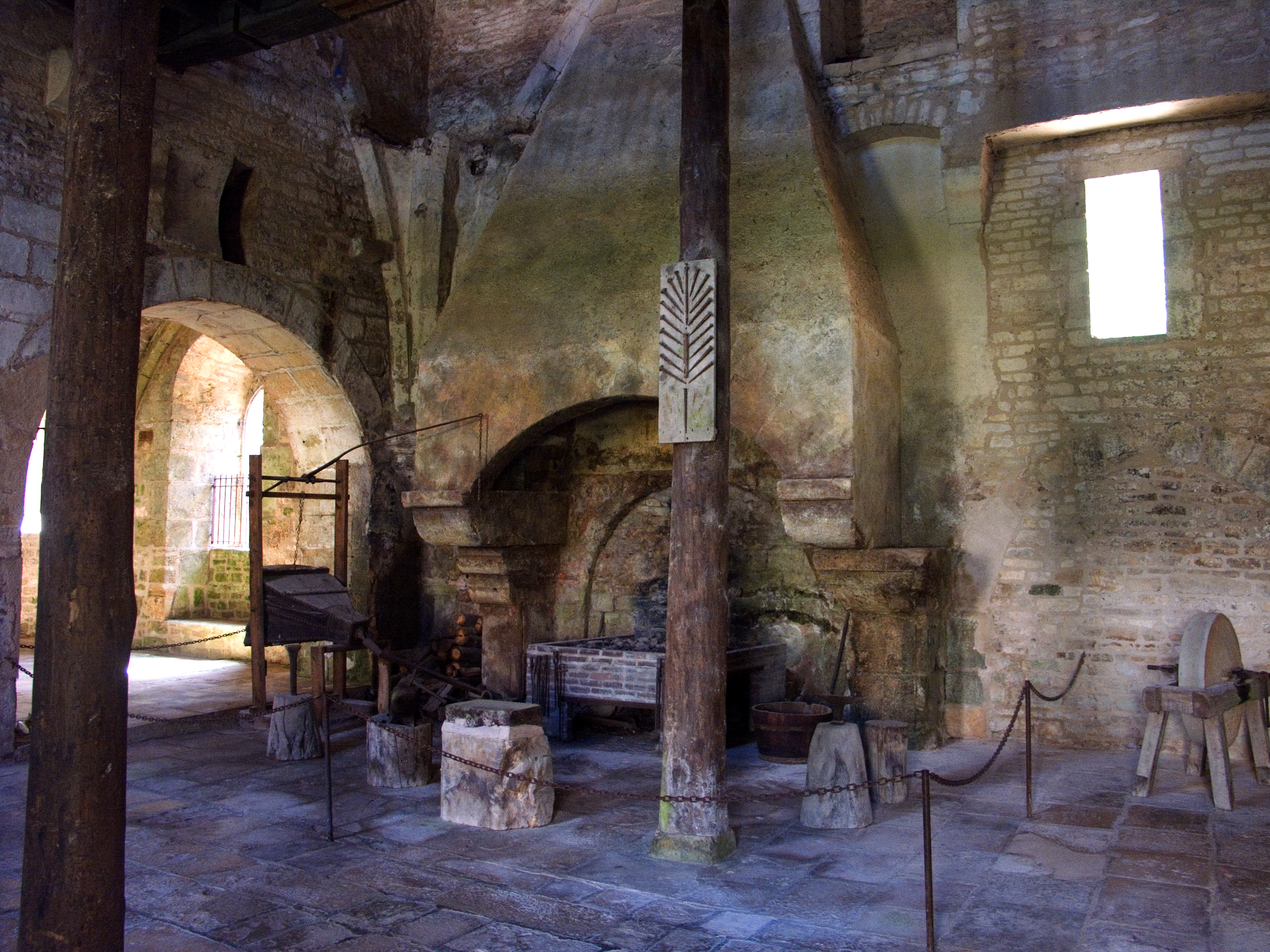
La forgia

## Elenco degli abati
- 1118-1132: Geoffroy de La Roche-Vanneau, cugino di Bernardo di Chiaravalle
- 1132-1154: Guglielmo I d'Epiry
- 1154-1163: Arnaud de Bourgogne
- 1163-1165: Raoul I
- 1165-1167: Hugues
- 1167-1170: Guglielmo II Montbard
- 1170-1186: Bernardo I
- 1186-1194: Justin
- 1194-1196: Giovanni I
- 1196-1202: Hubert
- 1202-1206: Bernardo II
- 1206-1210: Pietro I
- 1210-1219: Guglielmo III
- 1219-1234: Aymon
- 1234-1252: Martin
- 1252-1269: Guglielmo IV
- 1269-1274: Raoul II
- 1274-1295: Eudes
- 1295-1305: Renaud
- 1305-1328: Pietro II
- 1328-1340: Guglielmo V de Montbard
- 1340-1350: Giovanni II
- 1350-1361: Evrard
- 1361-1378: Roger
- 1378-1417: Nicolas
- 1417-1433: Giovanni III de Laignes
- 1433-1438: Guglielmo VI
- 1438-1440: Giovanni IV de Fontanet
- 1440-1460: Simon Evrard
- 1460-1462: Giovanni V Frouard de Courcelles
- 1462-1466: Giovanni VI de Baigneux
- 1466-1492: Giovanni V Frouard de Courcelles

- 1492-1497: Giovanni VII Foucard
- 1497-1498: Marco d'Illyes
- 1498-1519: Philibert Foucaud
- 1519-1525: Carlo I de Baissey
- 1525-1530: René de La Trémoïlle de Bresche
- 1530-1547: Giacomo I de Jaucourt
- 1547-1561: cardinale Claude de Longwy de Givry
- 1561-1567: Giovanni VIII de La Brosse
- 1567-1578: cardinale Luigi I di Guisa
- 1578-1584: Edmond de Lage
- 1584-1594: François I de Foix-Candale
- 1594-1??? : Domenico I de Nogaret de La Valette d'Epernon
- 1???-1610: Domenico II de Sinèse
- 1610-1610: Luigi II de Bauffremont
- 1610-1614: Carlo II de Pérusse des Cars
- 1614-1679: Carlo III de Ferrières de Sauveboeuf
- 1679-1709: Annet de Coustin de Manasdau
- 1709-1723: Giovanni-Maria de Coustin de Manasdau
- 1723-1729: François II Sanguin de Livry
- 1729-1735: Antoine-François de Blisterwijk de Montcley
- 1735-1750: Józef Załuski
- 1744-1750: Vacanza
- 1750-1786: Jacques II Joseph-François de Vogüé

## Set cinematografico
L'abbazia è stata più volte utilizzata come set cinematografico. I numerosi film girati tra le sue mura sono: I tre moschettieri (1961), La vendetta dei moschettieri (1961), Angelica (1964), Angelica alla corte del re (1966), il cortometraggio Pierres de Dieu (1970), Cyrano di Bergerac (1990) e i film televisivi La marquise des ombres (2010) e La Femme aux cheveux rouges (2016).